# Ali Maâloul
Ali Maâloul (Sfax, 1 de janeiro de 1990) é um futebolista tunisiano que atua como lateral-esquerdo. Atualmente está sem clube.

## Carreira
Ali Maâloul representou o elenco da Seleção Tunisiana de Futebol no Campeonato Africano das Nações de 2017.

## Títulos
CS Sfaxien
- Copa das Confederações da CAF: 2013
- Campeonato Tunisiano: 2012-13

Al-Ahly
- Liga dos Campeões da CAF: 2019–20, 2020–21, 2022–23
- Supercopa da CAF: 2020, 2021
- Campeonato Egípcio: 2016–17, 2017–18, 2018–19, 2019–20
- Copa do Egito: 2016–17, 2019–20, 2021–22
- Supercopa do Egito: 2017, 2018, 2021, 2022

### Artilharias
- Campeonato Tunisiano de 2015-16 (16 gols)
- Copa do Mundo de Clubes da FIFA de 2023 (2 gols)